# Placa de Leiden
La placa de Leiden, es una placa de cinturón de jadeíta del período clásico temprano de la civilización maya. Aunque la placa fue encontrada en la costa del Caribe, es posible que haya sido elaborada en Tikal. El objeto se encuentra actualmente en el Museo Nacional de Etnología de Leiden, Países Bajos, de ahí su nombre oficial.  Es uno de los objetos mayas más antiguos que utilizan el calendario mesoamericano de cuenta larga.

## Historia
La placa fue descubierta por casualidad por un ingeniero holandés, S. A. van Braam, en 1864.  Braam era parte de un equipo empleado por una empresa maderera para cavar un canal cerca del actual Puerto Barrios, en el valle bajo del Motagua, una zona fronteriza entre Guatemala y Honduras. El equipo atravesó lo que parecía un antiguo túmulo funerario centroamericano.  Allí, junto a campanas de cobre y fragmentos de cerámica, se encontró la pequeña placa de jade.  La placa fue llevada a los Países Bajos en 1864 y donada al Museo Nacional de Etnología.
La primera descripción científica de la placa fue realizada por Leeman en 1877, y muchos otros la siguieron, especialmente Holden en 1880 y Valentine en 1881, quienes comenzaron a descifrar las inscripciones.  Frances y Sylvanus Morley realizaron gran parte del trabajo preliminar sobre la datación de la placa en 1938. Su estudio sigue siendo uno de los más concluyentes. 
La fecha en la placa se utilizaba para estudiar el tiempo y el calendario en el mundo maya, y sigue siendo uno de los primeros ejemplos del uso de un calendario cíclico en el mundo centroamericano.  Es notable por ser el uso más antiguo conocido de un ordinal maya cero,  cuyo símbolo (derivado gráficamente del dibujo de un hombre sentado, que representa típicamente la coronación de un rey) aparece dos veces, una para formar la fecha "0 Yaxkin" del primer día del séptimo mes del año festivo en el calendario Haab, y uno para indicar al rey Pájaro-Luna accediendo a su trono en el otro lado de la placa.

## Descripción

Tallado en la placa de Leiden

La placa es un pequeño objeto rectangular de jadeíta verde pálido que mide 21,7 por 8,6 centímetros.   Sus caras están talladas tanto con dibujos como con glifos. Un agujero en su parte superior indica que se utilizó como colgante, probablemente como placa de cintura. Si bien fue encontrada lejos de su posible ubicación original de Tikal en un contexto arqueológico postclásico,  data del Clásico Temprano. Se trata de un ejemplo de objeto precioso conservado y utilizado varios siglos después de su elaboración, algo común en Mesoamérica.
En la cara frontal se representa a un hombre ricamente vestido. Su cabeza y la parte inferior del cuerpo se ven de perfil, pero su pecho está vuelto hacia el frente y los pies colocados uno detrás del otro.  Representa a un señor victorioso, posiblemente un gobernante de Tikal desconocido,  que lleva seis hachas y algunas cabezas trofeo alrededor de su cintura, de pie con cautivos atados a los que venció.   También lleva en su mano un atlatl, o serpiente de dos cabezas.   Las serpientes tienen una cabeza humana en la boca, rasgo característico del Dios Sol.   El motivo de la toma de posesión de un gobernante representado en la placa de Leiden es común, se han encontrado grabados similares en estelas y otros objetos del mundo maya. 
La cara posterior de la placa tiene grabada una inscripción que contiene restos de cinabrio, que documenta la coronación de un rey el 15 de septiembre de 320 (gregoriano) en el calendario de Cuenta Larga, una de las primeras fechas registradas del Período Clásico maya.  La inscripción está compuesta por quince glifos cuidadosamente tallados en una columna.  La fecha escrita es 8.14.3.1.12 1 Eb 0 Yaxk'in (15 de septiembre de 320 d. C. utilizando la correlación de Goodman-Martínez-Thompson). La placa probablemente representa la ascensión al trono de un gobernante.  Este ascenso pudo haber ocurrido en el Lugar Luna-Cero-Pájaro e involucrar a un gobernante llamado Way Ko? Chanal Chak Wak.
Durante mucho tiempo los autores consideraron que "Luna-Cero-Pájaro", era el nombre del rey (a pesar de llevar el afijo NAL - "lugar") y uno de los primeros reyes de la dinastía Tikal. Esta interpretación ha sido cuestionada en publicaciones recientes: aunque la placa puede estar vinculada con Tikal, no hay evidencia sólida de esto,  y "Luna-Cero-Pájaro" no aparece en las listas dinásticas de Tikal. Sin embargo, aparece como un nombre de lugar asociado con la creación y el dios maya del maíz en Tikal en la Estela 31.

## La placa de Leiden en la actualidad
La placa de Leiden se exhibe en la galería centroamericana del Museo Nacional de Etnología en Leiden, Países Bajos. Antiguamente también se mostraba su contexto arqueológico original, pero por razones desconocidas éste ha sido retirado de la exposición permanente.
La placa es el objeto más reconocible de la colección del museo, con réplicas donadas a museos, políticos y organizaciones de todo el mundo.  Su imagen también aparece en el billete de un quetzal, la unidad monetaria guatemalteca, luego de ser elegido como uno de los símbolos nacionales de Guatemala en 2006.
Existe cierta controversia respecto a la propiedad del objeto.  Durante la exposición maya "Blood of Kings" ("Sangre de reyes") de 1988 en el Museo de Arte Kimbell, Texas, el Museo Nacional de Etnología de Leiden solicitó una Declaración de Inmunidad contra la Confiscación Pública para proteger la placa.  Sin embargo, es muy dudoso que el objeto pueda clasificarse legítima y legalmente como "arte saqueado"; en el caso contrario, las directrices políticas holandesas de 2020 harían casi inevitable su repatriación a Guatemala.